# Atreseries
 (février 2021).
Atreseries (stylisée en A3S) est une chaîne de télévision numérique terrestre espagnole située à Madrid et appartenant à Atresmedia. Ses émissions régulières ont commencé le 22 décembre 2015.

## Histoire
Le 16 octobre 2015, le Conseil des ministres attribue à Atresmedia Corporación l'une des trois licences de la TNT haute définition. Un mois plus tard, le groupe audiovisuel annonce le lancement d'Atreseries.
La chaîne commence à diffuser ses émissions le 22 décembre 2015.

## Programmation
La programmation quotidienne d'Atreseries comprend un calendrier[Quoi ?] composé de séries actuelles et historiques d'Antena 3 et de La Sexta, de séries et films internationaux ou nationaux.